# Laophontella typica
Laophontella typica är en kräftdjursart som beskrevs av Thompson och Scott 1903. Laophontella typica ingår i släktet Laophontella och familjen Tetragonicipitidae. Inga underarter finns listade i Catalogue of Life.